# 球爱酒吧
《球愛酒吧》，是一部由袁成杰、王姿允、张语格、郑家彬主演的網絡劇。於2014年7月25日優酷、土豆網首播。

## 演員
| 演員            | 角色   |
| 袁成杰          | 苏克   |
| 王姿允          | 祁丹   |
| 张语格（SNH48） | 波波   |
| 郑家彬          | 大罗   |
| 杨迪            | 朴教授 |
| 黄艺馨          | 黄艺馨 |
| 苑琼丹          | 苑琼丹 |
| 金世佳          | 郑多金 |
| 陈佳莹（SNH48） | 大學生 |
| 黄婷婷（SNH48） | 大學生 |
| 易嘉爱（SNH48） | 大學生 |
| 唐安琪（SNH48） | 大學生 |
| 陆婷 （SNH48）  | 大學生 |
| 赵粤 （SNH48）  | 大學生 |

## 外部連結
- 《球爱酒吧》爆笑乱入 好评争议两极化 （页面存档备份，存于）